# Yoshikazu Saigusa
Yoshikazu Saigusa (1928) è un ingegnere elettrotecnico e astrofilo giapponese.
Yoshikazu Saigusa è un astrofilo giapponese di Kōfu, prefettura di Yamanashi. Saigusa ha coscoperto due comete, la C/1975 T2 Suzuki-Saigusa-Mori e la C/1983 J1 Sugano-Saigusa-Fujikawa. Gli è stato dedicato un asteroide, 6970 Saigusa.